# Водяное (Змиёвский район)
Во́дяное (укр. Водяне) — село (до 2009 — посёлок),
Боровской сельский совет,
Змиёвский район,
Харьковская область, Украина.
Код КОАТУУ — 6321781002. Население по переписи 2001 года составляет 304 (134/170 м/ж) человека.

## Географическое положение
Село Водяное находится на правом, высоком берегу реки Уды и вытянуто вдоль неё;
выше по течению на расстоянии в 1 км расположено село Боровая,
ниже по течению на расстоянии в 1 км — село Красная Поляна,
на противоположном берегу расположено село Темновка.
Через село проходит автомобильная дорога Т-2105 Харьков - Змиёв; до ближайшей железнодорожной станции Звидки — 3,5 км.
Вокруг села небольшие лесные массивы (дуб).

## История
- 1711 — дата основания.
- В 1711 году построена православная церковь во имя первых русских святых Бориса и Глеба.
- В  1940 году, перед ВОВ, в селе было 77 дворов и церковь.[1]
- В 1997 году получен статус монастыря для Борисоглебский женский монастырь (Водяное) УПЦ МП.

## Экономика
- Пионерский лагерь.

## Достопримечательности
- Городище Водяное — археологический памятник раннего железного века (лесостепная скифская культура), раннего средневековья (роменская культура). Городище находится в Змиевском районе Харьковской области между сёлами Водяное и Красные Поляны в урочище Холодный Яр на одном из господствующих мысов, что на 50 м возвышается над поймой правого берега реки Уды (правый приток Северского Донца).

В начале XX века этот памятник осматривал М. Фукс, который первым и описал его, включив в перечень скифских памятников Харьковщины. В середине XX века на городище обратили более пристальное внимание. Так, в 1948 г. этот пункт посетил И. И. Ляпушкин и провёл шурфовку внутреннего вала, верно определив его средневековое происхождение. В 1950 г. памятник был осмотрен экспедицией Б. А. Рыбакова. В течение следующих двух сезонов небольшие по объёму работы были проведены экспедицией под руководством Б. А. Шрамко. Исследователем был снят план городища, проведена шурфовка на внутреннем и внешнем дворах, а также изучены оборонительные сооружения. Кроме того, была раскопана одна из ям-западин внутреннего двора, которая оказалась жилищем роменской культуры. Эти исследования позволили выяснить, что максимальная площадь городища (2,54 га), ограниченная внешним валом, относится к раннему железному веку. В конце I тыс. н.э. была заселена лишь северо-восточная часть мыса, ограниченная новым, более поздним валом.
Постоянное население впервые появляется здесь в скифское время (но не ранее рубежа V–IV вв. до н. э.), о чём свидетельствуют немногочисленные находки и общая этнополитическая ситуация со скифоидными памятниками бассейна Северского Донца в его среднем течении. Число жителей в указанное время было незначительным – ни в одном из раскопов или шурфов не выявлено культурного слоя этого времени. В этот период была сооружена внешняя линия обороны. Скорее всего, в раннем железном веке городище играло роль убежища для населения близлежащих открытых поселений.
В конце I тыс. н. э. здесь, под защитой скифского вала возникает северянское поселение. Лишь позднее (?), вероятно после конфликта с представителями салтово-маяцкой археологической культуры (Хазарский каганат), славяне (роменская археологическая культура) создают здесь вторую линию обороны, ограничивая северную оконечность мыса площадью чуть более 0,5 га .
- Борисо-Глебский женский монастырь.